# وارادیوالا
وارادیوالا (به لاتین: Waradiwala) یک منطقهٔ مسکونی در سری‌لانکا است که در استان مرکزی (سری‌لانکا) واقع شده‌است.